# Cryptic Writings
Cryptic Writings —en español: Escrituras crípticas— es el séptimo álbum de estudio de la banda de thrash metal Megadeth, el álbum fue lanzado el 17 de junio de 1997, con una versión nueva y remasterizada en el año 2004.
El álbum debutó como número #10 en The Billboard 200. Es el último álbum con el baterista Nick Menza, qué fue expulsado del grupo en 1998 debido a sus problemas con las drogas.

## Recepción y crítica de los seguidores
Para Megadeth este disco significó un pequeño cambio en el estilo de las canciones de la banda, enfocándose un poco en el mainstream, siendo algunas canciones como "Trust", "I'll Get Even" y "A Secret Place" las que darían lugar a la crítica de los seguidores que estaban en alerta de un cambio más comercial, tal como en el caso de la que alguna vez fue su banda rival Metallica. La canción que dio la nota de todo el álbum fue" Trust" que llegó al 1° puesto de la lista de los Billboard.

## Lista de canciones
1. "Trust" - (Mustaine, Friedman)- 5:11
2. "Almost Honest" - (Mustaine, Friedman) - 4:03
3. "Use the Man" - (Mustaine, Friedman)- 4:36
4. "Mastermind" - 3:46
5. "The Disintegrators" - 2:50
6. "I'll Get Even" - (Mustaine, Ellefson, Friedman, Howe)- 4:24
7. "Sin" - (Mustaine, Menza, Ellefson)- 3:08
8. "A Secret Place" - 5:25
9. "Have Cool, Will Travel" - 3:26
10. "She-Wolf" - 3:38
11. "Vortex" - 3:39
12. "FFF" - (Mustaine, Menza, Friedman, Ellefson)- 2:40

### 2004 Bonus Tracks
1. "Trust" (Spanish version) - (Mustaine, Friedman) 5:12
2. "Evil That's Within" - (Mustaine, Menza, Ellefson) 3:22
3. "Vortex" (Alternate version) - 3:30
4. "Bullprick" - (Mustaine, Menza, Friedman, Ellefson) 2:47

- "One Thing" apareció en la versión japonesa del álbum.
- Todas las canciones fueron compuestas por Dave Mustaine, excepto las ya indicadas.

## Créditos
- Dave Mustaine: Voz y guitarra.
- Marty Friedman: Guitarra.
- Nick Menza: Batería
- David Ellefson: Bajo.

## Posicionamiento
Álbum
| Año  | Lista             | Posición |
| ---- | ----------------- | -------- |
| 1997 | The Billboard 200 | 10       |

## Sencillos
- «She Wolf»
- «Trust»

Sencillos
| Año  | Sencillo         | Listas                 | Posición |
| ---- | ---------------- | ---------------------- | -------- |
| 1997 | "Almost Honest"  | Mainstream Rock Tracks | 8        |
| 1997 | "Trust"          | Mainstream Rock Tracks | 1        |
| 1998 | "Use the Man"    | Mainstream Rock Tracks | 15       |
| 1998 | "A Secret Place" | Mainstream Rock Tracks | 19       |